# Kościół Niepokalanego Poczęcia Najświętszej Maryi Panny w Kamionnej
Kościół Niepokalanego Poczęcia Najświętszej Maryi Panny – rzymskokatolicki kościół parafialny należący do dekanatu Łochów diecezji drohiczyńskiej.
Obecna murowana świątynia w stylu neogotyckim została wzniesiona w latach 1904-1909 według projektu Józefa Piusa Dziekońskiego, dzięki staraniom księdza Antoniego Dzikowskiego, ówczesnego proboszcza w Kamionnie oraz przy pomocy właściciela Łochowa – Zdzisława hrabiego Zamoyskiego, właściciela klucza jadowskiego i kołodziążskiego oraz jego małżonki Marii ze Szwykowskich. Kościół został poświęcony w dniu 22 czerwca 1909 roku przez wspomnianego wyżej księdza Antoniego Dzikowskiego, za pozwoleniem Konsystorza Warszawskiego. Podczas I wojny światowej w dniu 8 sierpnia 1915 roku wojska rosyjskie wysadziły w powietrze dwie wieże, które upadając zniszczyły dużą część kościoła. Dzięki staraniom księdza proboszcza Michała Woźniaka, pod nadzorem inżyniera Adama Michalskiego, została odbudowana fasada świątyni. Prace te zostały ukończone przez księdza Witolda Lewickiego, proboszcza w Kamionnie. Odrestaurowany kościół został konsekrowany w dniu 16 maja 1927 roku przez księdza Henryka Przeździeckiego, biskupa siedleckiego czyli podlaskiego. Podczas II wojny światowej (w dniu 23 listopada 1941 roku) świątynia utraciła dwa dzwony i doznała wielu uszkodzeń podczas przechodzenia frontu (w dniach 11-21 sierpnia 1944 roku). Dzięki staraniom kolejnych proboszczów: wspomnianego wyżej księdza Władysława Lewickiego i księdza Henryka Bujnika zostało uzupełnione wyposażenie kościoła. W 1991 roku ksiądz Jan Kazimierczuk, proboszcz w Kamionnie w latach 1982-1991, wymienił dach nad prezbiterium. W 1995 roku, dzięki staraniom księdza Stanisława Grochowskiego i jego następcy księdza Marka Bielaka cały dach świątyni został wyremontowany.